# 다케다 지로
다케다 지로(일본어: 武田 治郎, 1972년 9월 18일 ~ )는 일본의 전 축구 선수이다.

## 구단 경력
1991년 일본 사커 리그의 얀마 디젤(세레소 오사카)에 입단했다. 1994년 재팬 풋볼 리그 우승으로 J1리그로 승격했다. 1999년 비셀 고베로 이적했다. 2001년까지 52경기에 출전, 2001년후 현역 은퇴.